# Pseudanthias manadensis
Pseudanthias manadensis es una especie de peces de la familia Serranidae en el orden de los Perciformes.

## Hábitat
Es un pez  de mar de clima tropical.

## Distribución geográfica
Se encuentran en Indonesia.